# Krishnapur Birta
Krishnapur Birta – gaun wikas samiti we wschodniej części Nepalu w strefie Sagarmatha w dystrykcie Siraha. Według nepalskiego spisu powszechnego z 2001 roku liczył on 633 gospodarstw domowych i 3886 mieszkańców (1854 kobiet i 2032 mężczyzn).